# Okpe
Okpe è una delle venticinque aree a governo locale (local government areas) in cui è suddiviso lo Stato di Cross River, nella Repubblica Federale della Nigeria. Conta una popolazione di 130.029 abitanti.